# Электроспиннинг
Электроспиннинг (электроформование, электропрядение) — способ получения полимерных волокон в результате действия электростатических сил на электрически заряженную струю полимерного раствора или расплава. Метод электроформования позволяет получать полимерные волокна диаметром порядка нескольких сотен нанометров.

## История
Первый патент на метод получения волокон в электростатическом поле был выдан в 1902 г. в США , однако метод не получил широкого распространения. С конца ХХ-го века интерес исследователей к процессу получения функциональных материалов методом электроформования волокна постоянно возрастал, в основном в связи с получением биосовместимых волокнистых материалов.
Одной из реализаций метода электроформования стал разработанный в 1938 г. в Московском Научно-исследовательском физико-химическом институте им. Л. Я. Карпова (НИФХИ), научным коллективом Н.А. Фукса, Н.Д. Розенблюм и И.В. Петрянова-Соколова режим генерации волокон, в котором истекающие из сопла, находящегося под высоким напряжением, жидкие струи вместо ожидаемого рэлеевского распада на капли при испарении растворителя успевали отвердевать, образуя прочные непрерывные волокна со стабильным поперечным сечением размером порядка нескольких микрометров и менее.

## Параметры
Прототипом электроформования волокон является метод электрогидродинамического распыления жидкостей, в котором жидкость с низкой электрической проводимостью вытекающая из дозирующего сопла, находящегося под постоянным высоким электрическим напряжением, распыляется силами отталкивания одноименных электрических зарядов на очень мелкие капли, которые затем можно осадить на противоположный электрод.
Метод эмульсионного электроформования позволяет получить полимерные волокна с инкорпорированными каплями раствора с белковыми или полинуклеотидными молекулами, в том числе препаратами генной терапии.

## Применение
Метод электроспиннинга используется для изготовления биосовместимых изделий медицинского назначения, каркасов биоинженерных органов и тканей (трахеи, пищевода, желчного протока), в том числе со свойствами управляемой биодеградации в организме реципиента.